# Кендхурд
Кендхурд (азерб. Kəndxurd) — село в Ходжавендском районе Азербайджана, является центром Кендхурдского сельского административно-территориального округа.

## География
Село Кендхурд является центром Кендхурдского сельского административно-территориального округа Ходжавендского района, при этом в состав этого сельского административно-территориального округа входит также и село Мюшкапат.

## История
В советский период село Кендхурд являлось центром Кендхурдского сельсовета Мартунинского района Нагорно-Карабахской автономной области (НКАО) Азербайджанской ССР.
2 сентября 1991 года на совместной сессии Нагорно-Карабахского областного и Шаумяновского районного Советов народных депутатов была принята Декларация о провозглашении Нагорно-Карабахской Республики в границах Нагорно-Карабахской автономной области (НКАО) и сопредельного Шаумяновского района Азербайджанской ССР.
26 ноября 1991 года Верховный Совет Азербайджанский Республики принял Закон "Об упразднении Нагорно-Карабахской автономной области Азербайджанской Республики". В этом Законе помимо упразднения Нагорно-Карабахской Автономной Области (НКАО), было постановлено в том числе также и переименование Мартунинского района в Ходжаведский. В настоящее время село Кенхурд является центром Кендхурдского сельского административно-территориального округа Ходжавендского района Азербайджана.
В результате Карабахского конфликта, село в начале 90-х годов ХХ-ого века попало под контроль непризнанной Нагорно-Карабахской Республики (НКР). Согласно административно-территориальному делению непризнанной республики находилось в составе Мартунинского района НКР и называлось Ахорти (арм. Հաղորտի).
Согласно Трёхстороннему Заявлению в ночь с 9 по 10 ноября 2020 года, подписанному по итогам Второй карабахской войны, село перешло под контроль Российских миротворческих сил.
В результате боевых действий в сентябре 2023 года Азербайджан восстановил свой контроль над селом.

## Известные уроженцы
- Сафаров, Арам Аввакумович — участник Великой Отечественной войны, Герой Советского Союза[9]